# The Little Zoo That Could
The Little Zoo That Could is een reality televisieserie van Animal Planet. De serie draait om de Alabama Gulf Coast Zoo die werd getroffen door verscheidene orkanen.

## Verhaal
De serie is een reality-serie van 13 afleveringen die draait om de dierentuin van directeur Patti Hall. Zij heeft samen met nog veel anderen haar leven gewijd aan het verzorgen van de meer dan 290 dieren. Deze dierentuin werd in 2004 getroffen door orkaan Ivan. Nadat de werkzaamheden bijna klaar waren en de dierentuin bijna weer opgebouwd was, werd de dierentuin ook nog getroffen door de orkanen Dennis en Katrina in 2005.
Het programma volgt de ups-and-downs van de dierentuin tijdens het trotseren van de orkanen en het in veiligheid brengen van alle 290 dieren.